# Johan Christian von Scheven
Johan Christian von Scheven, född i Pommern, död 11 september 1712 i Köpenhamn, var en svensk fortifikationsofficer. 
von Scheven tjänstgjorde 1684–1688 vid fortifikationen, där han avancerade till löjtnant. Han avgick 1688 med Bielkes regemente till Holland och var, sedan 1691 kapten, med om "alla belägringar, attacker och slag till utgången av 1698". År 1701 blev von Scheven fortifikationskapten vid fältstaten samt 1702 major. Samma år slog han bro över Weichsel från Praga till Krakauförstaden i Warschau, blev 1703 generalkvartermästarlöjtnant, tjänstgjorde vid Pultusk hos kungen personligen och ritade sedan en bataljplan över denna träffning. I slutet av året bemäktigade han sig med 100 man två omkring 15 kilometer från Elbing belägna slussar, genom vilka staden och trakten kunde sättas under vatten, och detta tvang Elbing att öppna sina portar. von Scheven avritade Elbing, Marienburg och "wass sonstes so noch der Mühe wehrt ist", för att bifogas en blivande historia över Karl XII. År 1707 anställdes han vid den i Polen kvarlämnade generalmajor von Krassows kår. År 1712 blev han på överresa till Sverige tillfångatagen i Köpenhamn, där han dog samma år.